# Östra och Västra boställshuset

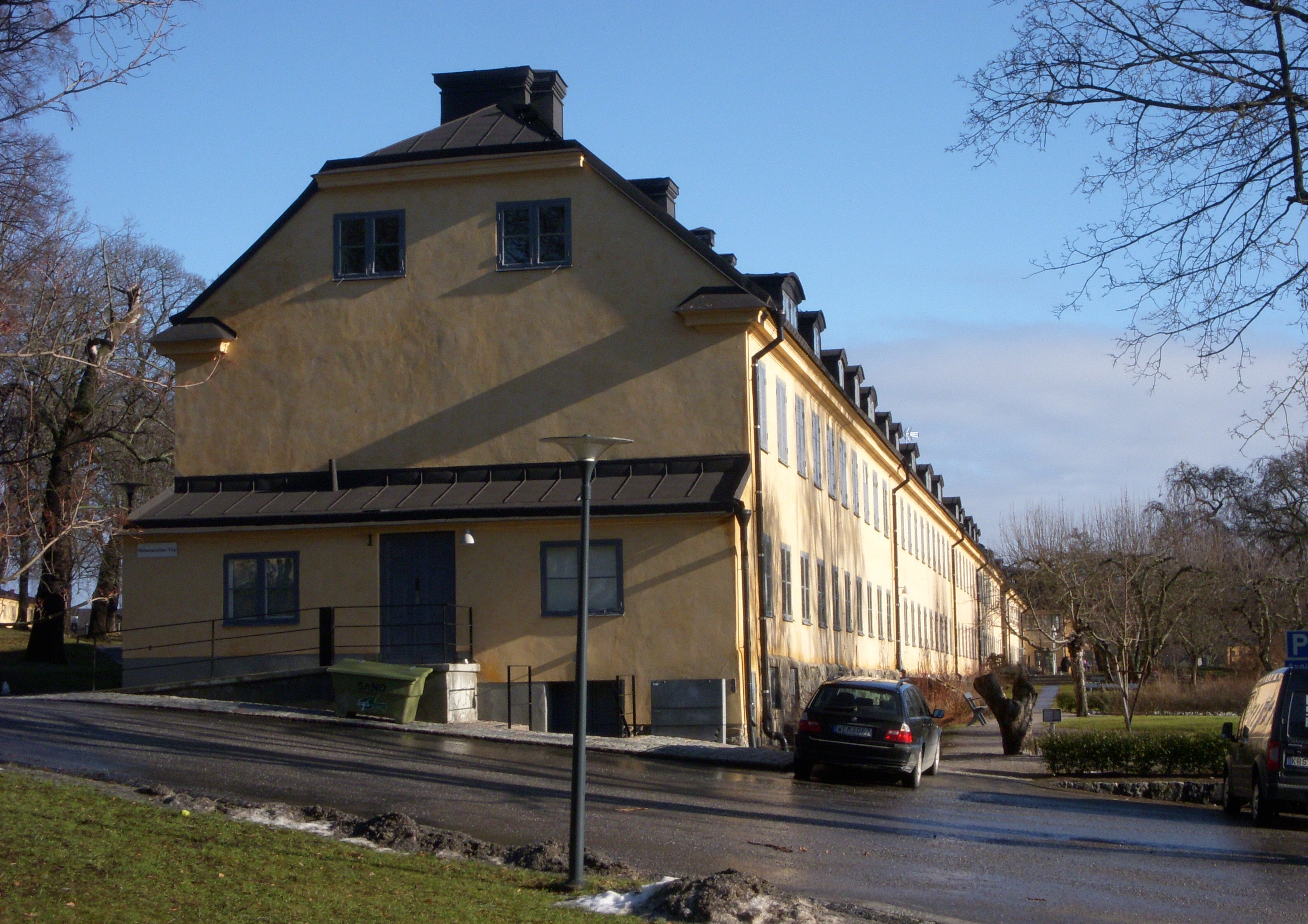
Västra boställshuset, numera "Hotell Skeppsholmen", februari 2012.

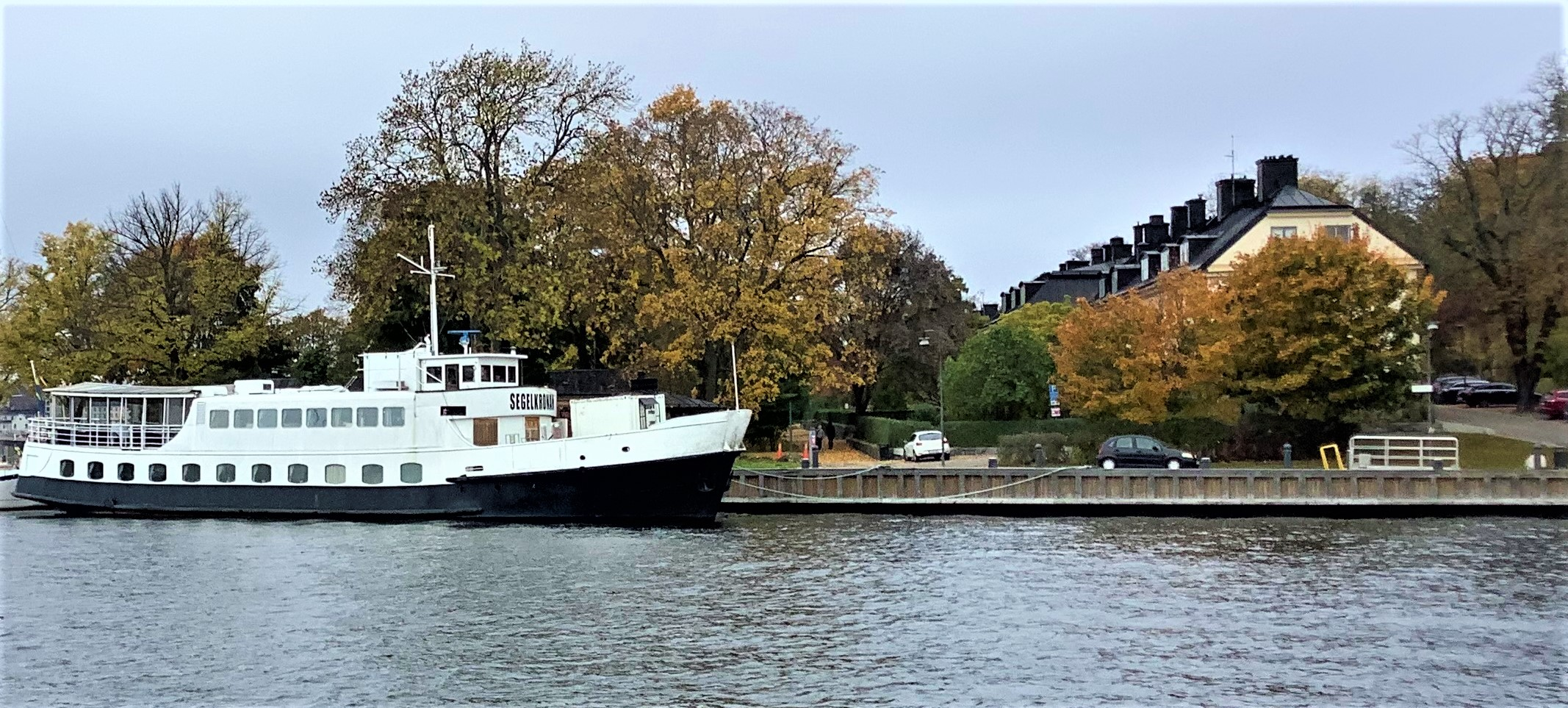
Segelkronan och Långa Raden.

Östra boställshuset och Västra boställshuset är två byggnader på Skeppsholmen i Stockholm med adress Långa Raden. Husen uppfördes samtidigt åren 1699 till 1702. Arkitekt var Nicodemus Tessin d.y.. Ursprungligen var byggnaderna avsedda som kasern för Kunglig Majestäts drabanter men några sådana kom aldrig att flytta in.
År 1716 uppläts husen till den nyinrättade Skepps- och galäreskadern. I östra längan inrymdes bland annat förråd, kontor och krigsrättens lokaler. I västra längan fanns expeditioner och verkstäder samt bostäder för högre befattningshavare på Skeppsholmen.
I mitten av 1800-talet kallades Östra och Västra boställshusen även Långa raden på grund av byggnadernas långsträckta form; båda tillsammans är cirka 200 meter långa. I östra byggnaden fanns efter 1845 en mäss för ämbets- och tjänstemän och efter 1877 flyttade Sjöunderofficerssällskapet in. Militärsällskapet i Stockholm hyrde lokaler i östra byggnaden 2003–2006.
Västra byggnaden byggdes om i slutet av 1950-talet för administrationslokaler åt marinen.
År 1935 blev Östra och Västra bostället statligt byggnadsminne, som förvaltas av Statens Fastighetsverk. 2009–2010 pågick ombyggnads- och renoveringsarbeten för båda byggnaderna. Östra och Västra boställshuset återställdes till sin ursprungliga funktion, men nu som hotell. Hotel Skeppsholmen öppnade 26 oktober 2009 och drivs av Nobiskoncernen (som även äger bland annat Stallmästaregården och Operakällaren). Hotellet har 81 rum, restaurang och bar samt festvåning i den tidigare mässen.